# وائل سليمان
وائل سليمان أحمد المحيسن الحبشي ، (1964-) لاعب كرة قدم كويتي سابق ، كان أحد لاعبي الجهراء ، كما و قد لعب مع منتخب الكويت لكرة القدم.

## مسيرته الرياضية
يعتبر أحد أفضل اللاعبين في تاريخ نادي الجهراء، كما يعد من أفضل الهدافين في تاريخه. ويعد من أفضل الاعبين في منتخب الكويت في فترة اواخر الثمانينات والتسعينات ، واشتهر بالتسديدات القوية خارج منطقة الجزاء ، و قد سجل إنجاز عالمي ، حيث يعتبر أول لاعب كرة قدم يسجل هدف ذهبي في مباراة رسمية وكانت أمام الإمارات ، كما يعد من اللاعبين الذين حققوا لقب الدوري الكويتي مع نادي الجهراء، وهو اللقب الوحيد في تاريخ النادي، كما لعب مع منتخب الكويت لكرة القدم ، ويعتبر أول لاعب كويتي يتخطى حاجز المئة مباراة دولية ، ومن بعد أتى جمال مبارك وتخطى حاجز المئة وثم اللاعب بشار عبد الله وأخيرا نهير الشمري.

## المشاركات الرياضية
- مركز شباب الجهراء منذ 77 وحتى 79.
- ضمن فريق 17 سنة بنادي الجهراء الرياضي منذ 79 وحتى 81.
- ضمن المنتخب الوطني للشباب تحت 19 سنة منذ 81 وحتى 83.
- شارك في كأس فلسطين ضمن منتخب تحت 19 سنة في عام 1982.
- الصعود للفريق الأول بنادي الجهراء الرياضي عام 1983.
- وانضم للمنتخب الوطني الأول عام 1985.
- شارك في (6) دورات للخليج أعوام (خليجي 8 في البحرين عام 86 – خليجي 9 في السعودية عام88 – خليجي 10 في الكويت عام90 – خليجي11 في قطر عام 92 – خليجي 12 في الإمارات عام94 – خليجي 13 في عمان 96).
- شارك في الألعاب الآسيوية دورات (سيؤول 86 – 90بكين – 94 هيروشيما).
- شارك في كأس آسيا في الدوحة عام 88.

## انجازاته الرياضية
- أول لاعب في تاريخ كرة القدم يسجل الهدف الذهبي في دورة الألعاب الآسيوية 94 عندما تغلب المنتخب الكويتي بنتيجة 2-1 على المنتخب الإماراتي
- حاصل مع المنتخب على المركز الثالث في الألعاب الآسيوية (سيؤول) لعام 86.
- حاصل مع المنتخب على المركز الثالث في الألعاب الآسيوية(هيروشيما) لعام 94.
- شارك في كأس آسيا في الدوحة عام 88وكاس آسيا 96 في أبوظبي
- حاصل مع المنتخب الوطني على المركز الرابع في تصفيات كأس آسيا عام 96 والتي أقيمت في الإمارات.
- لعب (111) مباراة دولية وهو أول لاعب كويتي يدخل النادي المئوي
- حاصل على 3 كؤوس خليجية مع منتخب الكويت الوطني في خليجي 8 - خليجي 10 - خليجي 13
- حصل مع نادي الجهراء على الدوري الممتاز في عام 1990
- حصل مع نادي الجهراء على المركز الثاني في مسابقة كأس الأمير. موسم 95/96
- حصل مع النادي على كأس ولي العهد لمرتين.

## مسيرة الادارية في نادي الجهراء ومنتخب الكويت الوطني
- عضو مجلس إدارة نادي الجهراء الرياضي : 2003 – 2004.
- مدير منتخب الكويت الوطني لكرة القدم : 2004 – 2005.
- سكرتير اللجنة الانتقالية للاتحاد الكويتي لكرة القدم : 2007-2008

## مؤهلاته الدراسـية
- دبلوم تربية بدنية 1985.
- بكالوريوس تربية بدنية 1994.

## الخبرات الوظيفية
- موظف – بلدية الكويت : 1982 – 1985.
- مدرس تربية بدنية – وزارة التربية : 1985 – 1994.
- موجه تربية بدنية – الهيئة العامة للتعليم التطبيقي 1994 وحتى تاريخه.

## مشاركاته في كأس الخليج

### كأس الخليج 1990
و قد سجل هدف في مرمى منتخب البحرين لكرة القدم.

### كأس الخليج 1992
و قد سجل هدف في مرمى منتخب عمان لكرة القدم.

## روابط خارجية
- وائل سليمان على موقع الاتحاد الدولي (مؤرشف)  (الإنجليزية)
- وائل سليمان على موقع قاعدة بيانات كرة القدم.إي يو (الإنجليزية)
- وائل سليمان على موقع ناشيونال فوتبول تيمز (الإنجليزية)
- وائل سليمان على موقع عالم كرة القدم.نت (الإنجليزية)
- وائل سليمان على موقع كووورة